# Mohamed Yusuf
Mohamed Yusuf (ur. 17 maja 1968) – indonezyjski lekkoatleta, sprinter. 
Podczas igrzysk olimpijskich w Seulu (1988) indonezyjska sztafeta 4 × 100 metrów z Yusufem w składzie nie ukończyła biegu eliminacyjnego i odpadła z dalszej rywalizacji.

## Rekordy życiowe
- Bieg na 100 metrów – 10,60 (1992)